# Another Period
Another Period est une sitcom en costumes américaine créée et interprétée par Natasha Leggero (en) et Riki Lindhome. Se déroulant à Newport, dans le Rhode Island, au début du XXe siècle, elle suit la vie de la famille Bellacourt en pastichant le style d'émissions de téléréalité telles que Keeping Up with the Kardashians. Esthétiquement, la série parodie la série britannique Downton Abbey et y traite de thèmes similaires comme le rang social ou la hiérarchie des classes.
La première saison de la série, commandée par Comedy Central, comporte dix épisodes qui ont été diffusés à partir du 23 juin 2015. La série est produite par Red Hour, la société de production de Ben Stiller, et réalisée par Jeremy Konner, co-créateur et scénariste de Drunk History. Ce dernier est également producteur exécutif, avec les deux créatrices de la série, Leggero et Lindhome. La deuxième saison a été diffusée à partir du 15 juin 2016, et la série est renouvelée le 23 mai 2016 pour une troisième saison, diffusée à partir du 23 janvier 2018. En novembre 2018, Comedy Central annonce que la série est annulée après trois saisons.
En France, la série est disponible depuis 2018 sur la chaîne Comedy Central.

## Synopsis
La série suit les aventures de la riche famille Bellacourt, et notamment ses deux héritières, Lillian et Beatrice, deux sœurs qui ne se préoccupent que « de leur apparence, des fêtes auxquelles elles se rendent, et cherchent à devenir célèbres, ce qui est beaucoup plus difficile en 1902 ». Victor et Albert, les époux respectifs des deux sœurs, sont très attirés l'un par l'autre, tandis que Beatrice est amoureuse de son frère jumeau Frederick. La fratrie est complétée par Hortense, la sœur ainée, dont la laideur et les idées féministes embarrassent le reste de la famille. Le père de Lillian et Beatrice, le Comodore, a une liaison avec Celine (rapidement rebaptisée Chair), une prostituée qu'il a faite engager comme servante, à l'insu de Dodo, son épouse. Les autres domestiques de la maison Bellacourt sont notamment Peepers, le maître d'hôtel, qui a été élevé par des amérindiens, et Blanche, une femme de chambre au lourd passé psychiatrique.

## Distribution

### Personnages principaux

#### Famille Bellacourt
- Natasha Leggero (en) : Lilian Abigail Bellacourt
- Riki Lindhome : Beatrice Bellacourt
- Artemis Pebdani : Hortense Jefferson Library Bellacourt (saison 1 épisode 1)
- Lauren Ash : Hortense Jefferson Library Bellacourt  (saisons 1 et 2 sauf le pilote)
- Donna Lynne Champlin : Hortense Jefferson Library Bellacourt (saison 3)
- Jason Ritter : Lord Frederick Bellacourt
- David Koechner : Commodore Bellacourt
- Paget Brewster : Dorothea "Dodo" Bellacourt
- Brian Huskey : Victor Schmemmerhorn-Fish V
- David Wain : Albert Downsy, Jr.
- Missi Pyle : Celery Savoy Bellacourt

#### Serviteurs des Bellacourts
- Michael Ian Black : Peepers
- Beth Dover : Blanche
- Christina Hendricks : Celine "Chair" (saisons 1 et 2)
- Armen Weitzman : Garfield Leopold McGillicutty
- Brett Gelman : Hamish Crassus
- Alice Hunter : Flobelle (saisons 2 et 3)

### Personnages récurrents
- Thomas Lennon : Marquis de Sainsbury
- Kate Micucci : Eunice
- Betsy Sodaro : Abortion Deb
- Brent Weinbach : Scoops LaPue
- Moshe Kasher : Dr Goldberg
- Jemaine Clement : Père Black Donahue

### Personnages historiques
- Matt Besser : Leon Trotsky (saison 1 épisode 7)
- Jared Breeze : Adolf Hitler adolescent (saison 3 épisode 3)
- Cedric the Entertainer : Scott Joplin (saison 2 épisode 8)
- Bebe Drake (en) : Harriet Tubman (saison 2 épisodes 1 et 11)
- Josh Fadem : Charlie Chaplin (saison 1 épisodes 2 et 9)
- Kate Flannery : Anne Sullivan (saison 1 épisode 1)
- Rich Fulcher : Mark Twain (saison 1 épisodes 3 et 7, saison 2 épisode 4)
- Matt Gourley : Albert Einstein (saison 2 épisode 7)
- Tim Heidecker : Andrew Carnegie (saison 1 épisode 3)
- Billy Merritt : William Howard Taft (saison 2 épisodes 5 et 9)
- Mike O'Connell : Theodore Roosevelt (saison 2 épisode 5, saison 3 épisode 11)
- Michael Welch : Franklin Delano Roosevelt (saison 2 épisode 5)
- Gil Ozeri : Harry Houdini (saison 3 épisode 2)
- Chris Parnell : Sigmund Freud (saison 1 épisode 5)
- Ravi Patel : Mohandas Gandhi (saison 1 épisode 7)
- June Diane Raphael : Eleanor Roosevelt (saison 2 épisode 5)
- Paul Scheer : Pablo Picasso (saison 3 épisode 8)
- Shoshannah Stern : Helen Keller (saison 1 épisode 1, saison 3 épisode 3)
- Ben Stiller : Charles Ponzi (saison 1 épisode 6)
- Stephen Tobolowsky : Thomas Edison (saison 1 épisode 9)
- Vincent Rodriguez III et Jimmy O. Yang : les frères siamois Chang et Eng Bunker (saison 3 épisode 8)

## Épisodes

### Vue d'ensemble
| Saison | Saison | Épisodes | Date de diffusion originale | Date de diffusion originale |
| Saison | Saison | Épisodes | Début de la saison          | Fin de la saison            |
| ------ | ------ | -------- | --------------------------- | --------------------------- |
|        | 1      | 10       | 23 juin 2015                | 25 août 2015                |
|        | 2      | 11       | 15 juin 2016                | 24 août 2016                |
|        | 3      | 11       | 23 janvier 2018             | 20 mars 2018                |

### Saison 1 (2015)
| № | #  | Titre                    | Scénario                             | Première diffusion |
| --- | -- | ------------------------ | ------------------------------------ | ------------------ |
| 1 | 1  | The Party of the Century | Natasha Leggero (en) & Riki Lindhome | 23 juin 2015       |
| Lillian et Beatrice organisent un évènement mondain dans l'espoir de devenir célèbres, mais la visite impromtue d'Helen Keller éclipse l'attention. Pendant ce temps, une nouvelle domestique, Celine, arrive au manoir et est instantanément rebaptisée Chair (Chaise) par Beatrice. |    |                          |                                      |                    |
| 2 | 2  | Divorce                  | Natasha Leggero & Riki Lindhome      | 30 juin 2015       |
| Lillian et Beatrice cherchent un moyen de se débarrasser de leurs maris. Frederick est courtisé par une riche divorcée qui finit par violer Garfield, traumatisant ce dernier. |    |                          |                                      |                    |
| 3 | 3  | Funeral                  | Natasha Leggero & Riki Lindhome      | 7 juillet 2015     |
| Après avoir simulé leurs morts, Lillian et Beatrice organisent un service funéraire pour leurs maris. Pendant ce temps, ces derniers tentent de construire une vie à deux mais finissent par revenir au manoir, au grand dam de leurs épouses. Peepers est confronté à ses origines amérindiennes lorsque son frère vient lui demander de participer à la cérémonie funéraire célébrant l'âme de leur père. |    |                          |                                      |                    |
| 4 | 4  | Pageant                  | Natasha Leggero & Riki Lindhome      | 14 juillet 2015    |
| Le premier concours de beauté ouvert aux femmes, aux bébés et aux choux est organisé au manoir des Bellacourt, ce qui occasionne une grande rivalité entre les soeurs Bellacourt. Lillian remporte la compétition après avoir neutralisé Beatrice, mais est victime de la vengeance d'Hortense. Cette dernière fait également la connaissance du reporter Scoops LaPue. Pendant ce temps, Peepers apprend à Chair l'art d'être une bonne domestique. |    |                          |                                      |                    |
| 5 | 5  | Senate                   | Guy Branum                           | 21 juillet 2015    |
| Le Commodore revient au manoir et annonce à Frederick qu'un poste de sénateur lui est accessible. Ce dernier entame une thérapie avec le Dr Freud pour savoir s'il est prêt à devenir sénateur. Pendant ce temps, Lillian et Beatrice sabotent une réunion de sufragettes organisée par Hortense. |    |                          |                                      |                    |
| 6 | 6  | Lillian's Birthday       | Jeremy Konner                        | 28 juillet 2015    |
| L'ancien fiancé de Lillian lui rend visite le jour de son anniversaire et lui propose de quitter le manoir pour partir avec lui. Pendant ce temps, Peepers tombe gravement malade et échappe de peu à la mort. Hortense découvre qu'elle est enceinte et cherche un moyen de se débarrasser du bébé. |    |                          |                                      |                    |
| 7 | 7  | Switcheroo Day           | Moshe Kasher                         | 4 août 2015        |
| Lillian planifie son propre kidnapping avec l'aide de Hamish pour faire parler d'elle dans la presse. Pendant ce temps, Blanche et Peepers se retrouvent chacun de leur côté à se faire passer pour des membres de la haute société pendant une journée. |    |                          |                                      |                    |
| 8 | 8  | Dog Dinner Party         | Laura Krafft                         | 11 août 2015       |
| Frederick présente Celery Savoy, sa fiancée, à la famille Bellacourt, ce qui fait violemment réagir Beatrice. Un somptueux repas est organisé en l'honneur de Celery et de son chien, Boulette. Constatant que les effets sur son comportement deviennent incontrôlables, Dodo tente de se sevrer de son addiction à la morphine. Chair fait renvoyer Garfield après avoir tenté de le manipuler. |    |                          |                                      |                    |
| 9 | 9  | Reject's Beach           | Moshe Kasher                         | 18 août 2015       |
| Celery invite Lillian à une journée à la plage, mais il s'avère qu'elle cherche uniquement à l'humilier. Chair se venge de Blanche en l'enfermant dans la chambre froide avant de l'envoyer à l'asile. Elle envoie également Beatrice chez Thomas Edison, qui pratique des expérimentations cinématographiques un peu spéciales. Garfield tente de se faire à sa nouvelle vie loin du manoir, mais une occasion de se racheter auprès des Bellacourt se présente lorsqu'il sauve successivement Lillian et Beatrice de leurs situations délicates respectives. L'enterrement de vie de garçon de Frederick tourne mal. |    |                          |                                      |                    |
| 10 | 10 | Modern Pigs              | Natasha Leggero & Riki Lindhome      | 25 août 2015       |
| Lililan et Beatrice tentent, avec l'aide de Garfield, de rentrer au manoir à temps pour empêcher le mariage de Celery et Frederick mais échouent. Peepers découvre les manigances de Chair et réintègre Blanche et Garfield au manoir en conséquence. Il tente de faire renvoyer Chair, mais le Comodore le lui interdit.Un article de presse salissant la réputation de la famille paraît au même moment. Furieux, le Comodore bannit Lillian et Beatrice pour les punir de leur comportement, et Peepers assassine Scoops LaPue qu'il suppose être à l'origine de l'article, en réalité écrit par Hortense. Hamish est accusé du meurtre et emprisonné. Chair, enceinte du Comodore, est sur le point de réussir son plan consistant à prendre la place de Dodo, mais Blanche la pousse du haut des escaliers.Lillian et Beatrice réalisent que l'article leur a finalement permis de devenir célèbres. |    |                          |                                      |                    |

### Saison 2 (2016)
| № | #  | Titre                     | Scénario                                        | Première diffusion |
| --- | -- | ------------------------- | ----------------------------------------------- | ------------------ |
| 11 | 1  | Tubman                    | Jen Statsky                                     | 15 juin 2016       |
| Déterminées à devenir célèbres, Lillian et Beatrice demandent conseil à Harriet Tubman. Dans le coma depuis sa chute, Chair accouche de son bébé. Peepers embauche Flobelle, une nouvelle servante pour remplacer Chair au manoir. Pendant ce temps, le Comodore découvre qu'il est financièrement ruiné car Dodo a dilapidé l'argent de la famille dans des œuvres de charité, et il décide de la faire interner. Il décide également de faire annuler les mariages de Lillian et Béatrice afin de les remarier pour redorer le blason et les finances de la famille, et charge Peepers de les retrouver. |    |                           |                                                 |                    |
| 12 | 2  | Annulment                 | Natasha Leggero & Riki Lindhome                 | 22 juin 2016       |
| À la suite du divorce, Lillian et Victor se disputent l'une des pièces du manoir, tandis que Beatrice tente d'aider Albert à surmonter sa phobie des hachettes depuis son accident. Peepers embauche un jeune garçon qui s'avère être un voleur. Toute la famille se prépare à célébrer la naissance du fils du Comodore et de Chair, mais la fête ne se passe pas comme prévu. Alors que la journée se termine, Chair sort du coma. |    |                           |                                                 |                    |
| 13 | 3  | The Prince and the Pauper | Natasha Leggero & Riki Lindhome                 | 29 juin 2016       |
| Lillian et Beatrice rivalisent pour séduire un prince en visite. Ecoeuré par le comportement des deux soeurs, ce dernier finit par choisir Blanche mais la situation mentale de cette dernière lui interdit de quitter le manoir. Paralysée et amnésique, Chair retrouve la mémoire grâce à Blanche. Pendant ce temps, Hamish, toujours en prison, se lie d'amitié avec son compagnon de cellule. |    |                           |                                                 |                    |
| 14 | 4  | Trial of the Century      | Moshe Kasher                                    | 6 juillet 2016     |
| Présidé par Frederick, le procès de Hamish pour avoir tué le journaliste Scoops LaPue a lieu mais rien ne se passe comme prévu. Poursuivant son désir de vengeance, Chair témoigne contre lui, mais, rongé par la culpabilité, Peepers avoue au procès qu'il a tué le journaliste. Ses aveux sont à l'origine d'un mouvement qui le dépasse et il n'est pas arrêté. Hamish est relaxé et revient au manoir. |    |                           |                                                 |                    |
| 15 | 5  | Roosevelt                 | Jeremy Konner                                   | 13 juillet 2016    |
| Le Président des Etats-Unis rend visite aux Bellacourt, mais les domestiques se sont mis en grève sous l'impulsion de Flobelle. Le Comodore tente de suggérer le nom de Frederick au poste de vice-président.Hortense cherche à se rapprocher d'Eleanor Roosevelt, mais cette dernière tisse un lien inattendu avec Beatrice, tandis que Lillian s'attire les bonnes grâces de Franklin D. Roosevelt. |    |                           |                                                 |                    |
| 16 | 6  | Servants' Disease         | Krister Johnson                                 | 20 juillet 2016    |
| Une épidémie de typhoïde se déclare chez les domestiques, et Lillian se retrouve en quarantaine avec eux à la suite d'un geste imprudent. Elle apprend alors à connaître les personnes qui travaillent pour elle. Pendant ce temps, Beatrice organise un dîner entre couples avec Frederick, Celery, et son nouveau prétendant Dick. Cependant, son attirance pour Frederick est toujours présente, et Celery n'est pas insensible à Dick. |    |                           |                                                 |                    |
| 17 | 7  | Harvard                   | Natasha Leggero & Riki Lindhome                 | 27 juillet 2016    |
| Lillian découvre l'existence du préservatif et cherche à s'en procurer un. Pendant ce temps, Albert Einstein est en visite au manoir et découvre que Beatrice possède une intelligence mathématique surprenante. Il va jusqu'à lui proposer de partir en Suisse avec lui, mais elle refuse. De son côté, Peepers découvre que Blanche est enceinte et cherche à la marier avec le Dr Goldberg, qui, étant Canadien, souhaite acquérir la nationalité américaine. |    |                           |                                                 |                    |
| 18 | 8  | Joplin                    | Moshe Kasher                                    | 3 août 2016        |
| Scott Joplin est en visite au manoir et propose d'enregistrer une chanson avec Beatrice et Lillian, mais c'est finalement Miss Cutie (la chienne de Lillian) qui retient son attention. Jalouse, Lillian finit par étrangler cette dernière. Pendant ce temps, Blanche tente de communiquer avec son nouvel époux, le Dr Goldberg. Peepers se découvre des pulsions sexuelles insoupçonnées et demande l'aide d'Hamish. |    |                           |                                                 |                    |
| 19 | 9  | Lillian's Wedding         | Natasha Leggero & Riki Lindhome                 | 10 août 2016       |
| Lillian est sur le point d'épouser Laverne, un riche vieillard, tandis que le séduisant petit-fils de ce dernier s'intéresse à Hortense. Victime d'un chantage, Frederick doit mettre un terme à sa relation avec Beatrice et la fait enfermer dans un couvent où elle retrouve Dodo et se convertit au catholicisme. Laverne s'effondre pendant la cérémonie de mariage avec Lillian, au moment de l'échange des alliances. |    |                           |                                                 |                    |
| 20 | 10 | The Duel                  | Jeremy Konner                                   | 17 août 2016       |
| Laverne décède avant que son mariage avec Lillian ait pu être conclu, et le petit-fils de Laverne, désormais héritier de sa fortune, en profite pour épouser Hortense. Pendant ce temps, Beatrice décide de retourner au manoir pour convertir ses proches au catholicisme, et notamment Lillian, désespérée depuis l'échec de son mariage. Guérie de sa paralysie, Chair demande au Comodore de divorcer de Dodo pour officialiser leur union. Lorsqu'elle reçoit les papiers du divorce, Dodo revient au manoir, à la grande joie de Peepers, secrètement amoureux d'elle. Dodo tente de négocier les conditions du divorce, mais face au refus de Chair de lui laisser quoi que ce soit, elle décide de la provoquer dans un duel à l'épée, qu'elle perd.                                                                       |    |                           |                                                 |                    |
| 21 | 11 | Lillian Is Dead           | Natasha Leggero & Riki Lindhome & Jeremy Konner | 24 août 2016       |
| Lillian noie son chagrin en demandant à Garfield de l'emmener dans un bar. Beatrice tente de la convaincre de rentrer au manoir, et Lillian tombe inconsciente au cours de la bagarre qui s'ensuit. Beatrice tente de ranimer sa soeur par la prière, mais perd la foi en constatant l'inefficacité de sa méthode, bien que Lillian finisse par se réveiller. Hortense découvre que son nouveau mari est bien plus misogyne qu'elle ne le pensait. Peu de temps après, le jeune couple est tué dans un grave accident de voiture, anéantissant la fortune nouvellement acquise des Bellacourt. Dodo parvient à détourner le reste de l'argent du Comodore avec l'aide de Peepers. Ce revers de fortune amène Chair à quitter un Comodore désormais ruiné. Pendant ce temps, Blanche accouche mais ne trouve personne pour l'aider. |    |                           |                                                 |                    |

### Saison 3 (2018)
| № | #  | Titre                  | Scénario                                            | Première diffusion |
| --- | -- | ---------------------- | --------------------------------------------------- | ------------------ |
| 22 | 1  | Congress               | Jeremy Konner                                       | 23 janvier 2018    |
| Lillian et Beatrice prennent la tête du mouvement de suffragettes d'Hortense pour asseoir leur célébrité. Cependant, miraculée de l'accident, Hortense se réveille et vient reprendre son mouvement. Pendant ce temps, Dodo revient s'installer au manoir, désormais sa propriété, et en chasse le Comodore. Son amant, le père Donahue, commence à prendre ses aises dans la maison au grand dam de Peepers. Jalouse de la différence de traitement entre Kermit, le bébé de Chair et du Comodore, et le sien, Blanche échange les deux nourrissons. |    |                        |                                                     |                    |
| 23 | 2  | Séance                 | Moshe Kasher                                        | 30 janvier 2018    |
| Persuadée qu'un fantôme hante le manoir, toute la famille sombre dans la psychose lorsque Harry Houdini vient au manoir enquêter sur la présence de phénomènes surnaturels. Albert se passionne pour la magie, mais Beatrice, qui joue le rôle de son assistante semble bien plus douée que lui dans cet art. Il s'avère finalement que Houdini est un imposteur, et que les phénomènes étranges se produisant au manoir sont liés à la présence du Comodore, caché dans les murs. |    |                        |                                                     |                    |
| 24 | 3  | Olympics               | Natasha Leggero & Riki Lindhome                     | 6 février 2018     |
| Une compétition de tir à l'arc est organisée au manoir, et Lillian, à la tête d'un groupe de femmes, revendique l'ouverture du concours à ces dernières, ce qui est loin de faire plaisir à Victor. Il lance alors une campagne d'intimidation à l'encontre des participantes. Pendant ce temps, Frederick découvre sur son certificat de naissance (qui est en réalité un faux fabriqué par Celery pour que l'inceste n'entache pas la carrière de Frederick) qu'il a été adopté. Beatrice et lui peuvent donc officialiser leur relation, mais découvrent que leur attirance mutuelle a disparu. Le jeune Adolf Hitler, neveu de Victor, est en visite au manoir et est humilié par Hamish et le Dr Goldberg. |    |                        |                                                     |                    |
| 25 | 4  | The Love Boat          | Natasha Leggero & Riki Lindhome                     | 13 février 2018    |
| Hortense mène des expériences météorologiques avec l'aide d'un séduiant météorologue espagnol, ce qui conduit Lillian et Beatrice à rivaliser de séduction pour lui. Cependant, la panique s'empare d'elles lorsque l'homme est foudroyé lors d'un orage. Pendant ce temps, Dodo s'offre une escapade en croisière en compagnie de Peepers. Mais une dangereuse tempête les amène à se rapprocher, persuadés que leur fin est proche. Cependant, à leur retour au manoir, Dodo annonce à Peepers qu'elle ne souhaite pas s'engager dans une relation avec lui, et ce dernier décide alors de quitter le manoir. |    |                        |                                                     |                    |
| 26 | 5  | Masquerade             | Natasha Leggero & Riki Lindhome                     | 20 février 2018    |
| Celery organise un bal masqué auquel Lillian et Beatrice s'introduisent, bien que n'étant pas invitées. Beatrice et Frederick ne se reconnaissent pas avec leurs masques respectifs et retombent amoureux l'un de l'autre, tandis que Lillian tente de séduire un magnat de l'industrie uniquement amateur de jeunes adolescentes. Pendant ce temps, au manoir, Garfield a du mal à assumer ses nouvelles responsabilités de majordomme et Flobelle en profite pour s'imposer. Garfield parvient alors à convaincre Peepers, rentré dans sa famille amérindienne, de revenir au manoir. |    |                        |                                                     |                    |
| 27 | 6  | Shady Acres            | Jeremy Konner                                       | 27 février 2018    |
| Après un léger accident de calèche, Beatrice et Lillian réalisent leur mortalité. Beatrice traverse une crise existentielle, tandis que Lillian tente de réserver une concession dans le cimetière le plus huppé de la région. Envisageant de devenir parents, Victor et Albert décident de s'occuper de Kermit, qui est en réalité le bébé de Blanche, pendant une journée mais ils perdent l'enfant. Blanche réagit violemment en apprenant la nouvelle et Peepers la fait interner. Pendant ce temps, Frederick mène tant bien que mal sa campagne présidentielle, orchestrée par Celery. |    |                        |                                                     |                    |
| 28 | 7  | Sex Nickelodeon        | Natasha Leggero & Riki Lindhome                     | 6 mars 2018        |
| Beatrice se retrouve au centre de l'attention médiatique lorsque le film pornographique qu'elle avait tourné chez Thomas Edison fuite. Jalouse de la célébrité de sa soeur, Lillian tente de faire parler d'elle en accumulant les scandales. Mais elle ne parvient pas à intéresser la presse, tandis que Beatrice renverse le scandale dont elle est l'objet à son avantage. Pendant ce temps, Victor et Albert rejoignent les forces de police dans l'espoir de tromper leur ennui et pouvoir arrêter leurs nouveaux voisins italiens. |    |                        |                                                     |                    |
| 29 | 8  | Lucky Chang's          | David Parker                                        | 13 mars 2018       |
| Lillian noie son chagrin dans les jeux de hasard et développe une addiction. Son comportement hystérique après avoir perdu au jeu conduit des policiers à la faire alors interner. Pendant ce temps, Beatrice suit un régime de beauté draconien sous la férule de Dodo afin d'être choisie pour avoir son visage sur les nouvelles pièces de monnaie. Frederick se laisse corrompre de toute part en échange de promesses de votes. |    |                        |                                                     |                    |
| 30 | 9  | Little Orphan Garfield | Michael Ian Black                                   | 13 mars 2018       |
| A l'asile, Lillian retrouve Blanche qui s'avère être une caïd de l'établissement qui la recrute dans son trafic de médicaments. Lillian finit cependant par prendre la tête du trafic de pilules et opère un changement d'échelle. Beatrice tente de retrouver l'inconnu qu'elle a rencontré au bal (qui n'est autre que Frederick), avec l'aide d'Hortense, qui cherche à piéger les deux jumeaux. Pendant ce temps, Garfield, qui a grandi à l'orphelinat, part à la recherche de ses origines. Il rencontre ses parents grâce à Peepers, mais découvre que ces derniers ne l'aiment pas. Peepers assassine la patronne de l'ancien orphelinat de Garfield sur un malentendu. |    |                        |                                                     |                    |
| 31 | 10 | Commodore Returns      | Natasha Leggero & Riki Lindhome                     | 20 mars 2018       |
| Gravement malade, le Comodore revient au manoir et utilise les connaissances de Peepers sur Dodo pour rentrer dans ses bonnes grâces. Jaloux, Peepers tente de le piéger, mais Dodo finit par pardonner au Comodore, au désespoir de Peepers. Pendant ce temps, Lillian convainc Blanche de vendre les médicaments qu'elles détournent à l'extérieur, afin de gagner de l'argent, mais Blanche trahit Lillian en échange d'une libération. Lillian finit par être également libérée, mais les traitements qu'elle a subis à l'asile l'ont rendue amnésique, ce qui amène le policier chargé de la ramener chez elle à en profiter pour l'emmener chez lui et lui faire croire qu'elle est sa femme. Pendant ce temps, Hortense finit par révéler à Beatrice que Frederick est l'inconnu du bal, devant l'incapacité des jumeaux à comprendre l'évidence. |    |                        |                                                     |                    |
| 32 | 11 | President Bellacourt   | Natasha Leggero & Riki Lindhome & Michael Ian Black | 20 mars 2018       |
| Lillian tente de se faire à sa nouvelle vie de ménagère et développe une relation affective avec son "mari". Beatrice tente de dire à Frederick qu'elle est l'inconnue du bal, mais ce dernier est obnubilé par sa campagne présidentielle, qui polarise les débats d'opinion. Elle décide alors de quitter le manoir, mais Frederick réalise au dernier moment qu'elle est la femme qu'il recherche et abandonne sa campagne pour elle. Lillian, retrouve la mémoire en croisant le regard de Beatrice alors qu'elle apportait son arme de service à son "mari" lors d'un meeting de Frederick. En tentant de tirer sur sa soeur, elle tue accidentèlement le Président Roosevelt, ce qui lui apporte la célébrité, tandis que Frederick devient président.                                                                                             |    |                        |                                                     |                    |

## Réception critique
La série reçoit la note globale de 75% sur le site Rotten Tomatoes, basée sur 26 critiques, avec respectivement 71% et 80% pour les saisons 1 et 2. Le consensus critique indique que la série « bénéficie d'une excellente distribution et d'un concept intelligent qui parodie vaguement les drames historiques et la téléréalité, mais ce début prometteur risque de s'avérer difficile à maintenir avec le temps ».
Le site agrégateur de critiques Metacritic lui attribue quant à lui la note globale de 68% basée sur 13 critiques.
Pour The Guardian, « Another Period utilise l'Histoire avec intelligence pour mettre en scène des problèmes du XXIe siècle dans de nombreux épisodes ». La critique décrit généralement la série comme une version absurde et décalée de Downton Abbey et salue les parallélismes qui y sont faits entre l'époque où se déroule la série (1902) et l'époque actuelle. Variety déplore cependant l'humour souvent graveleux de la série, et regrette que le concept initial ne soit pas mieux exploité.